# Harry Potter és a Félvér Herceg (film)
A Harry Potter és a Félvér Herceg (eredeti cím: Harry Potter and the Half-Blood Prince) 2009-ben bemutatott brit–amerikai film, amely J. K. Rowling Harry Potter regényeiből készült Harry Potter-filmek hatodik része. Bemutatója 2008 novemberében lett volna, ám a premiert 2009. július 17-ére halasztották a stúdiómunkálatok miatt, majd pedig két nappal előbbre hozták. Magyarországi bemutatója július 23-án volt. Műfaját tekintve fantasy kalandfilm.
A mozifilm plakátokon olvashatott mottója: „Sötét titkokra derül fény.”

## Cselekmény
Bővebben: Harry Potter és a Félvér Herceg
Harry Potter a hatodik évét kezdi a Roxfort Boszorkány- és Varázslóképző Szakiskolában. A fiú különórákat vesz Albus Dumbledore professzortól, amelynek során feltárják Voldemort nagyúr múltját, hogy mindent megtudjanak a Sötét Nagyúr horcruxairól. Eközben Harry az új bájitaltan-tanár, Horatius Lumpsluck figyelmének központjába is kerül, mivel bájitaltan-könyvének előző tulajdonosa, a rejtélyes Félvér Herceg tanácsokkal látta el őt, aminek köszönhetően a professzor Harryt az egyik legtehetségesebb tanítványának tartja. A bájitaltanár szintén őriz egy sötét titkot. Harrynek új szerelme is lesz, Ron húga, Ginny személyében.

## Eltérések a könyvtől
| A könyvben | A filmben |
| --- | --- |
| Cornelius Caramel bemutatja a mugli miniszterelnöknek az új mágiaügyi minisztert, Rufus Scrimgeourt, akinek karaktere is részletezett                                                                                                  | Kimaradt a jelenet és a szereplő is. |
| Bellatrix kérdéseket tesz fel Piton álláspontjáról. | Mikor Bellatrix és Narcissa felkeresik Pitont a Fonó soron, az egész jelenet Pitonról és Dracoról szól, majd leteszi a Megszeghetetlen Esküt.          |
| Dumbledore felkeresi a Dursley-házat, hogy beszéljen Harry nagybátyjával és nagynénjével, és elmondja, hogy Harry örökölte Sirius minden ingóságát, vele együtt Siport is.                                                             | Harry egy metróalagútban találkozik Dumbledore-ral és onnan hoppanálnak.                                                                               |
| Bill Weasley és Fleur Delacour karaktere részletezett, és kiderül, hogy összeházasodnak. | Kimaradtak a jelenetek és a karakterek is. |
| Harry és barátai megkapják az RBF-eredményeiket. | Nem kapják meg hivatalosan az eredményeiket. |
| A Zsebkoszközben (Zsebpiszok közben) Malfoy gyanús mozdulatot tesz az egyik kezével, mivel megbélyegezték a Sötét Jeggyel. A Borgin & Burkbe egyedül megy.                                                                             | Kimaradtak a mozdulatok. A Borgin & Burkbe anyjával megy együtt.                                                                                       |
| A Roxfort Expresszen Harryék meghívást kapnak Lumspluck fülkéjébe. Ron és Hermione prefektusok. Egyértelműen kiderül, hogy Harry a kviddicscsapat kapitánya lett.                                                                      | Harryék a kastélyban kapnak meghívást. Harry minden bevezetés nélkül csapatkapitány lett.                                                              |
| A vonaton Tonks talál rá Harryre, és a kastély kapujához is együtt mennek, onnan Piton kíséri fel Harryt. | A vonaton Luna találja meg a kővé dermedt Harryt a láthatatlanná tévő köpeny alatt, ő is kíséri az iskolába.                                           |
| A diákok megrémülnek attól, hogy Pitont nevezték ki Sötét Varázslatok Kivédése tanárnak. | Nem kelt akkora megdöbbenést Piton kinevezése. |
| Piton Sötét Varázslatok Kivédése órát tart. | Kimaradt a jelenet. |
| Dumbledore-nak a Gomoldokról is volt emléke. | Kimaradt a jelenet. |
| A halálfalók nem jelennek meg az Odúban. | A halálfalók felgyújtják az Odút. |
| Harryék hoppanálási tanfolyamon vettek részt. | Kimaradt a jelenet. |
| Harry közli a gyanúját Dumbledore-ral Pitonról és Malfoyról. | Harry nem gyanúsítja Pitont és Malfoyt Dumbledore előtt.                                                                                               |
| Dumbledore emlékeinek egyikében Voldemort megtámadja, majd módosítja nagybátyja, Morfin Gomold emlékezetét. | Kimaradt a jelenet. |
| Dobby és Sipor közösen nyomoznak és részletezett a karakterük. | Kimaradtak a jelenetek és a karakterek is. |
| Harry a gyengélkedőre kerül McLaggen miatt. | Kimaradt a jelenet. |
| Dumbledore emlékeiben Voldemort állást kért a Roxfortban. | Kimaradt a jelenet. |
| Harry találkozik Trelawney professzorral a folyosón, miután őt kidobta valaki a Szükség Szobájából. | Kimaradt a jelenet. |
| Miután Harry és Dumbledore visszatértek a Roxfortba, még iskola felett ott volt a Sötét Jegy. Madam Rosmerta seprűivel jutottak fel a csillagvizsgáló toronyba, mivel „senki sem hoppanálhat a Roxfort területén”, még Dumbledore sem. | A Sötét Jegy csak Dumledore halála után került az iskola fölé. Dumbledore képes volt hoppanálni a Roxfort területén. Kimaradtak Madam Rosmerta seprűi. |
| A halálfalók ellenállásba ütköztek a Roxfort elhagyása közben. | Kimaradtak a jelenetek, a halálfalók minden nehézség nélkül átjutottak a birtokon.                                                                     |
| Dumbledore-t eltemetik. | Kimaradt a jelenet. |

## Szereplők
| Színész              | Szereplő                      | Magyar hang      |
| -------------------- | ----------------------------- | ---------------- |
| Daniel Radcliffe     | Harry Potter                  | Gacsal Ádám      |
| Rupert Grint         | Ron Weasley                   | Berkes Bence     |
| Emma Watson          | Hermione Granger              | Szabó Luca       |
| Robbie Coltrane      | Rubeus Hagrid                 | Hollósi Frigyes  |
| Michael Gambon       | Albus Dumbledore professzor   | Makay Sándor     |
| Jim Broadbent        | Horatius Lumpsluck professzor | Szokolay Ottó    |
| Hero Fiennes Tiffin  | Tom Denem (1938-ban)          | Bogdán Gergő     |
| Frank Dillane        | Tom Denem (1944-ben)          | Penke Bence      |
| Maggie Smith         | Minerva McGalagony professzor | Kassai Ilona     |
| Warwick Davis        | Filius Flitwick professzor    | Szokol Péter     |
| Emma Thompson        | Sybil Trelawney professzor    | Kovács Nóra      |
| Alan Rickman         | Perselus Piiton professzor    | Tahi Tóth László |
| David Thewlis        | Remus Lupin                   | Cs. Németh Lajos |
| Natalia Tena         | Nymphadora Tonks              | Bognár Anna      |
| Julie Walters        | Molly Weasley                 | Andresz Kati     |
| Mark Williams        | Arthur Weasley                | Forgács Gábor    |
| Jamie Phelps         | Fred Weasley                  | Kováts Dániel    |
| Oliver Phelps        | George Weasley                | Kováts Dániel    |
| Helen McCrory        | Narcissa Malfoy               | Hámori Eszter    |
| Helena Bonham Carter | Bellatrix Lestrange           | Balázs Ági       |
| Dave Legeno          | Fenrir Greyback               | Maday Gábor      |
| Johnpaul Castrianni  | Corban Yaxley                 | nem szólal meg   |
| Ralph Ineson         | Amycus Carrow                 | nem szólal meg   |
| Suzanne Toase        | Alecto Carrow                 | nem szólal meg   |
| Geraldine Somerville | Mrs. Lily Evans               | nem szólal meg   |
| David Bradley        | Argus Frics                   | Varga Tamás      |
| Imelda Staunton      | Dolores Umbridge              | Kiss Erika       |
| Robert Hardy         | Cornelius Caramel             | Versényi László  |
| Tom Felton           | Draco Malfoy                  | Borbíró András   |
| Jamie Waylett        | Vincent Crak                  | Előd Botond      |
| Josh Heardman        | Gregory Monstro               |                  |
| Scarlett Byrne       | Pansy Parkinson               | Berkes Boglárka  |
| Evanna Lnych         | Luna Lovegood                 | Kántor Kitty     |
| Bonnie Wright        | Ginny Weasley                 | Csifó Dorina     |
| Matthew Lewis        | Neville Longbottom            | Hám Bertalan     |
| Devon Murray         | Seamus Finnigan               | Stukovszky Tamás |
| Alfie Enoch          | Dean Thomas                   | Baradlay Viktor  |
| Georgina Leonidas    | Katie Bell                    | Bánlaki Kelly    |
| Jessie Cave          | Levander Brown                | Bárány Virág     |
| Shefali Chowdhury    | Parvati Patil                 | nem szólal meg   |
| Afshan Azad          | Padma Patil                   | nem szólal meg   |
| Freddie Stroma       | Cormac McLaggen               | Előd Álmos       |
| William Melling      | Nigel Wolpert                 | nem szólal meg   |

Érdekesség, hogy a Lavender Brownt alakító Jessie Cave-et és a 16 éves Tom Denemet alakító Frank Dillane-t a rajongók közül választották ki, a 11 éves Tom Denemet alakító Hero Fiennes Tiffin pedig a Voldemortot játszó Ralph Fiennes unokaöccse.

## Díjak és Jelölések
- 2010 – Oscar-díj jelölés – a legjobb operatőr – Bruno Delbonnel
- 2010 – BAFTA-díj jelölés – Legjobb látványtervezés – Stuart Craig, Stephanie McMillan
- 2010 – BAFTA-díj jelölés – Legjobb vizuális effektusok